# Dienaar Gods
De verkrijging van de titel Dienaar Gods (respectievelijk Dienaresse Gods) door een vereerde overledene is een voorstadium van de zalig- en heiligverklaring in de Rooms-Katholieke Kerk.
Wanneer men aan de slag gaat met een verhoopte heiligverklaring wordt door het bisdom van de betrokkene eerst een levensschets gemaakt, met daarbij een lijst van getuigen (of deskundigen als de kandidaat al te lang overleden is). De kandidaat wordt dan 'Dienaar Gods' genoemd.
Dienaar Gods → Eerbiedwaardig → Zalig → Heilig